# Eupelmus australiensis
Eupelmus australiensis är en stekelart som först beskrevs av Girault 1913.  Eupelmus australiensis ingår i släktet Eupelmus och familjen hoppglanssteklar. Inga underarter finns listade i Catalogue of Life.